# 安塔利
安塔利（Antaly）為位在馬達加斯加西南部的城鎮，由阿齊莫-安德列發那區安帕尼希縣（Ampanihy District）管轄。2001年人口普查估計該城鎮人口約有9,000人。
該城鎮的學校僅有小學。該城鎮有60%的居民為農民，另外有38%的居民從事畜牧業。木薯為該城鎮最主要的作物，而其他主要作物還有甘蔗、番薯以及稻米等。另外從事服務業的居民佔該城鎮人口總數的2%。